# Inno di nozze per la principessa Anna

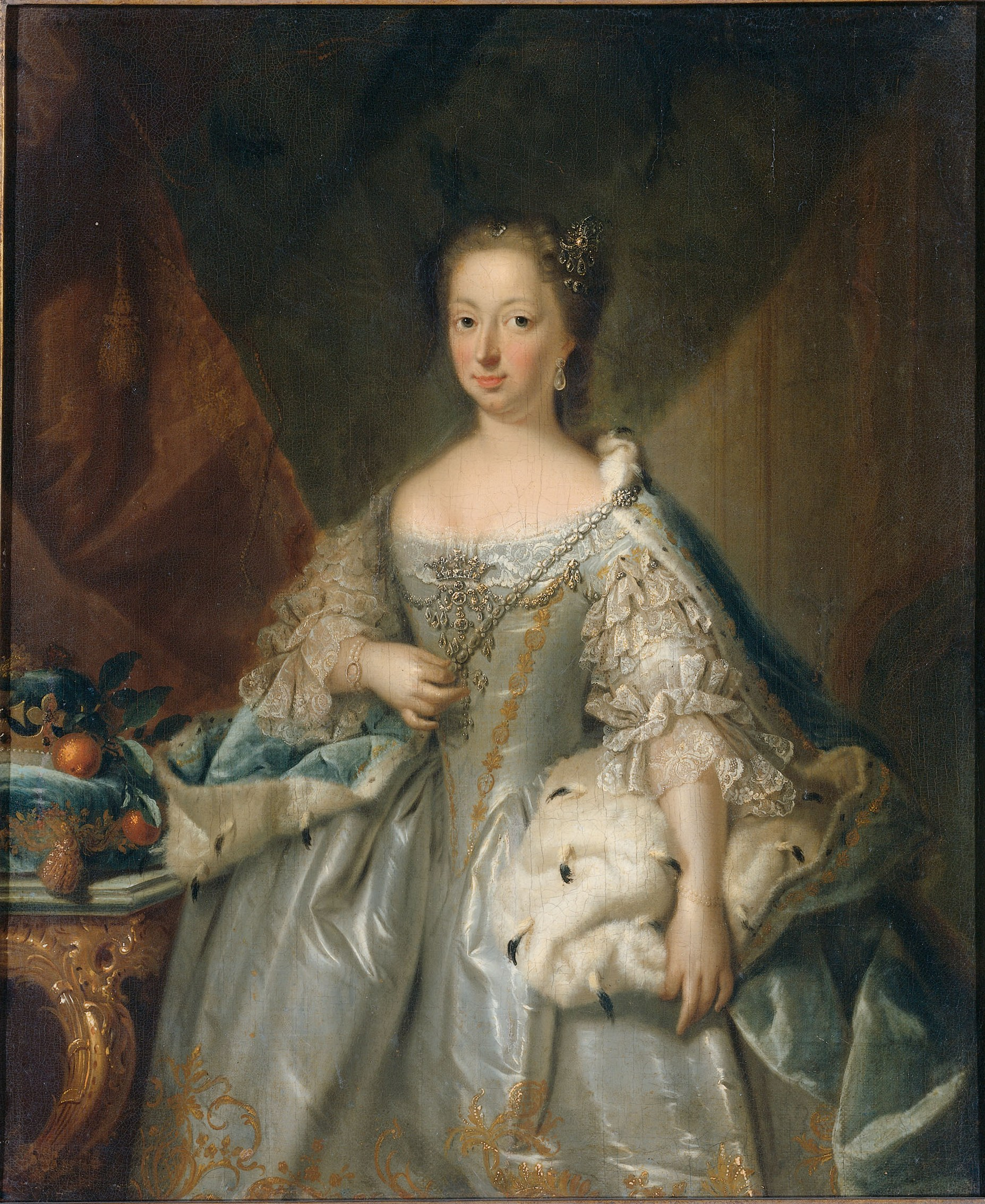
Anna, Principessa Reale

L'Inno di nozze per la principessa Anna, HWV 262, This is the day which the Lord hath made, è un inno per voci soliste, coro e orchestra di Georg Friedrich Händel. È stato scritto per il matrimonio di Anna, Principessa Reale ed il Principe Guglielmo IV di Orange e fu eseguito durante il loro matrimonio nella Cappella Francese nel Palazzo di St James, Londra, il 14 marzo 1734. La musica è basata su testi in inglese scelti dal libro biblico dei Salmi, Proverbi e Ecclesiastico.

## Storia
Händel, di origine tedesca, era stato residente a Londra dal 1712 ed aveva ottenuto grande successo come compositore di opere italiane. Egli aveva anche goduto del patrocinio dei monarchi Anna, Principessa Reale, Giorgio I e Giorgio II e altri membri della famiglia reale e gli era stato da loro commissionato di comporre numerosi pezzi di musica per i servizi di culto nelle cappelle reali, così come nelle altre occasioni reali. Händel godeva di un rapporto particolarmente caldo e stretto con Anna, Principessa Reale, figlia maggiore di Giorgio II, che sosteneva le sue stagioni liriche, era stata musicista anch'essa ed alla quale Händel aveva anche dato lezioni private. Anche se non gli piaceva particolarmente l'insegnamento, aveva fatto un'eccezione nel suo caso. La sera prima del matrimonio, la principessa, il resto della famiglia reale e tutta la loro corte parteciparono alla prima esecuzione di un'opera intera "Parnasso in festa", appositamente composta da Händel per l'occasione presso il King's Theatre, dove stava presentando le sue stagioni di opere italiane, e con gli stessi cantanti lirici "star" che apparivano nella sua attuale opera di successo. "Arianna in Creta".
La principessa stessa aveva scelto i testi biblici che Händel musicò nell'inno. Si tratta di un pezzo festivo con doppi cori, vale a dire, la scrittura corale è per otto parti, invece che per le solite quattro. Durante il servizio di nozze, mentre l'esecuzione dell'inno di Händel si stava svolgendo non ci furono processioni o cerimonie o altre attività che di solito vanno in scena; l'ordine di servizio indicò che questa fu l'unica volta che la principessa e il suo sposo sedettero sulle sedie previste per loro. Essi e tutti gli altri presenti diedero alla musica di Händel tutta la loro piena attenzione.